# Leang-Leang

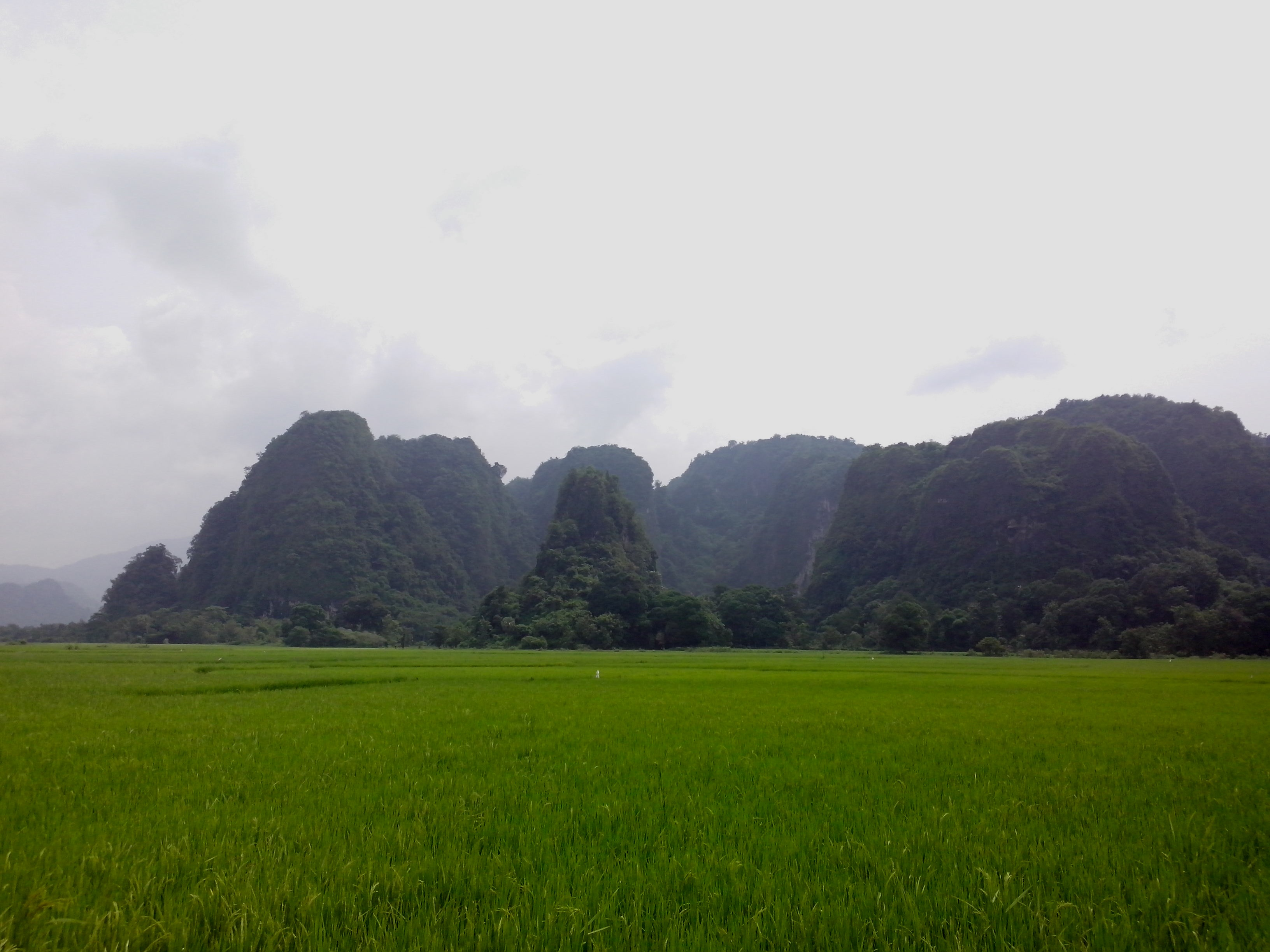
Paysage karstique près des grottes de Leang-Leang.

Les grottes de Leang-Leang ("nombreuses grottes" en langue makassar) se trouvent dans le sud de l'île indonésienne de Sulawesi, dans le kabupaten de Maros, dans la province de Sulawesi du Sud. Elles sont situées à environ une heure de route au nord de Makassar, la capitale de la province. Le village de Leang-Leang est en effet au cœur d'une région calcaire truffée de grottes.
Des fouilles ont révélé dans plusieurs de ces grottes des traces de présence humaine qui remonteraient à 5 000 ans (3000 av. J.-C.), donc avant les premières migrations d'Austronésiens de Taïwan vers les Philippines puis vers l'archipel indonésien, qui commencent vers 2000 av. J.-C.
Parmi ces traces, on trouve des peintures, dont des empreintes de mains en négatif rouge et ocre. Dans la grotte de Maros, certaines de ces peintures rupestres ont été datées d'environ 40 000 ans. On retrouve cette technique dans de nombreux sites d'Europe (par exemple la grotte du Pech Merle dans le Lot, qui date de 25 000 ans).
Les principales grottes sont :
- Leang Bulu Sipong 4, où a été découverte la plus ancienne représentation figurative, une peinture pariétale datée de 43 900 ans.
- Gua Pettakere, qui à côté d'empreintes de mains, montrent des représentations de ce qui semble être des babiroussas,
- Gua Pette,
- Leang Jane,
- Leang Saripa,
- Leang Karrasa.

Le gouvernement indonésien a fait du site un parc archéologique.